# Luso-Américains
Les Luso-Américains sont les Américains qui ont partiellement ou en totalité des ancêtres originaires du Portugal, incluant les îles Açores et Madère.
Selon l'American Community Survey, pour la période 2011-2015, 1 372 141 personnes déclarent avoir au moins un ancêtre portugais.
Familièrement, le terme est aussi incorrectement appliqué aux personnes dont les ancêtres sont issus des pays de langue portugaise. Ce terme de « Luso-Américain » est employé comme un synonyme de Portugais-Américain. Plus exactement, un Luso-Américain désigne toute personne née aux États-Unis ayant en partie ou en totalité des ancêtres portugais. Les Américains et les autres qui ne sont pas des natifs européens du Portugal mais originaires des pays qui furent colonisés par le Portugal ne sont pas des Luso-Américains, ils sont plutôt appelés Lusophones, ou simplement désignés par leurs nationalités actuelles (Cap-Verdiens, Brésiliens, etc.) bien que beaucoup de citoyens des anciennes colonies portugaises sont également ethniquement Portugais.